# كأس أف أس أف (جزر فارو)
كأس أف أس أف، أو (FSF-Steypið) (كما كان يطلق عليه في جزر فارو)، كانت بطولة كرة قدم وطنية، تقام في جزر فارو، واستمرت لمدة موسمين فقط. كان الهدف الرئيسي من البطولة هو منح الفرق الصغيرة فرصة للفوز بكأس، حيث تم إقصاء العديد من هذه الفرق من كأس جزر فارو في المراحل التمهيدية بطبيعة الحال. لهذا السبب، فقط الفرق من الدرجة الثانية وما بعدها كانت مؤهلة لدخول البطولة واللعب.
فاز بي 71 ساندوي بالكأس في عامه الأول عام 2004، بفوزه على فريق غو جوتا، و وصل إلى النهائي مرة أخرى في عام 2005، ولكن بعد ذلك هُزم من قبل بي 68 توفتير.
```
تم حل البطولة قبل بداية موسم 2006.
```

## النهائيات
- 2004 : B71 ساندوي هزم جي آي جوتا.
- 2005 : بي 68 توفتير هزم B71 ساندوي.